# Zale curema
Zale curema là một loài bướm đêm trong họ Erebidae.